# بين بول
بين بول (بالإنجليزية: Ben Bull)‏ (1 مايو 1873 في المملكة المتحدة - 1933 في المملكة المتحدة) هو لاعب كرة قدم بريطاني (وحمل سابقاً جنسية المملكة المتحدة لبريطانيا العظمى وأيرلندا) في مركز الوسط. لعب مع نادي ريدنغ ونادي ليفربول وLoughborough F.C. ‏.